# Bathyplectes curculionis
Bathyplectes curculionis là một loài tò vò trong họ Ichneumonidae.